# Spada Abingdon

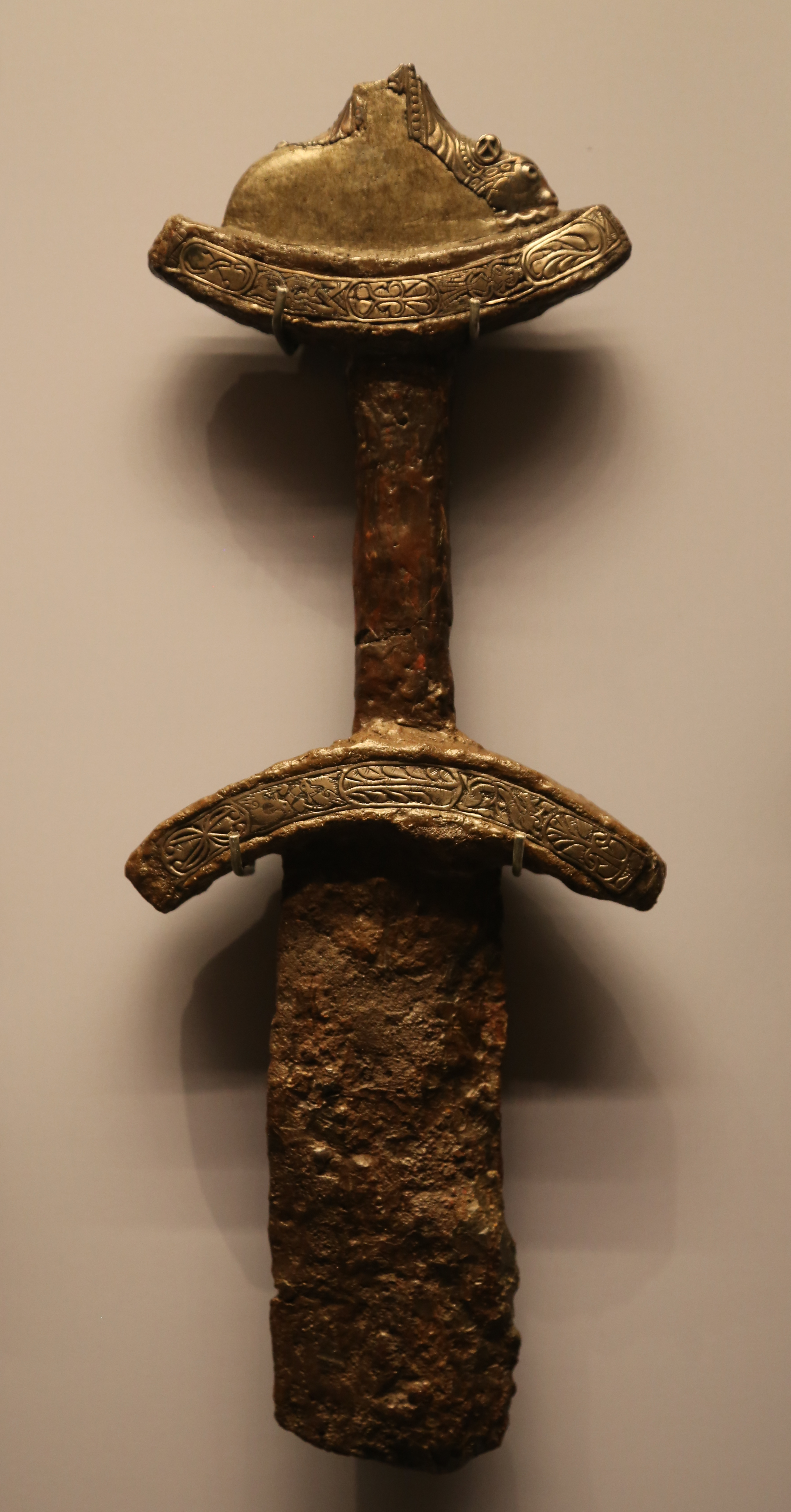
La spada Abingdon

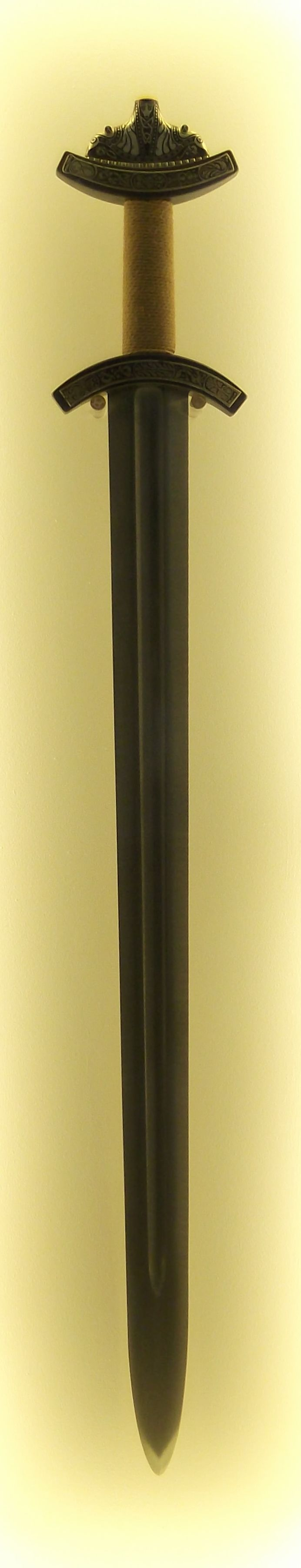
Riproduzione della spada Abingdon in mostra all'Abingdon County Hall Museum.

La spada Abingdon è una spada di ferro tardo anglosassone e l'elsa si ritiene sia della fine del IX o dell'inizio del X secolo; solo i primi centimetri della lama rimangono attaccati all'elsa.
La spada fu trovata nel 1874 a Bog Mill (forse Buggs Mill, sul fiume Ock), vicino alla città di Abingdon sul fiume Tamigi nel Berkshire (ora Oxfordshire) in Inghilterra. È conservata nella collezione dell'Ashmolean Museum di Oxford, a nord di Abingdon.
La spada Abingdon ha rifiniture in argento intarsiate con niello in stile Trewhiddle. La guardia della spada ha motivi animali intrecciati. L'ornamento include i simboli degli Evangelisti. L'elsa della spada ha due teste di animali per decorazione.
Una riproduzione della Spada Abingdon è stata esposta all'Abingdon County Hall Museum da quando è stato riaperto nel 2012.
Anche lo stile della guardia e dell'elsa suggerisce che la spada sia datata tra la fine del IX e l'inizio del X secolo.

## Descrizione
Le protezioni, superiore e inferiore, sono curve e contengono vari disegni intrecciati, inclusi uccelli, figure animali e umane e motivi foliati. Le figure sulla guardia superiore sono state identificate come i quattro simboli degli Evangelisti. Lo stile della foglia utilizzato accanto alla figura dell'aquila sulla guardia superiore è stato identificato anche su ricami dell'inizio del X secolo provenienti da Durham. Sul retro, l'Alfred Jewel e una serie di altri oggetti, risalgono a questo periodo. L'elsa incorpora due teste di animali rivolte verso l'esterno, con orecchie a sventola e occhi e narici tondeggianti, ora frammentarie.
Manca la parte inferiore della lama di ferro, tuttavia un esame ai raggi X ha mostrato che la lama è saldata.